# Esther Bührer
Esther Bührer, née le 30 mars 1926 à Schaffhouse (originaire de Bibern, Hofen, Ramsen et Schaffhouse) et morte le 1er août 2020 dans la même ville, est une personnalité politique suisse, membre du Parti socialiste.
Elle est députée du canton de Schaffhouse au Conseil des États de 1979 à 1991. Elle est la première femme et le premier socialiste à y représenter son canton et également la première femme présider le Grand Conseil schaffhousois, en 1978.

## Biographie

### Origines et famille
Esther Bührer naît Esther Gnädinger le 30 mars 1926 à Schaffhouse. Elle est originaire de quatre communes du canton de Schaffhouse : Bibern, Hofen, Ramsen et Schaffhouse. Son père, Alfred Gnädinger, est instituteur.
Elle épouse Hermann Bührer, enseignant à l'école cantonale, en 1954. Ils ont deux fils.

### Études et parcours professionnel
Elle étudie à l'école normale à Schaffhouse, puis obtient un diplôme de maîtresse secondaire à l'Université de Zurich.
Après avoir travaillé pendant quatre ans comme institutrice à Buchthalen (Schaffhouse) (de) de 1950 à 1954, elle enseigne jusqu'en 1957 à l'école suisse de Bogotá, en Colombie, avec son mari. Elle reprend son métier en 1970, en devenant maîtresse secondaire à Schaffhouse.

### Mort
Elle meurt le 1er août 2020 à Schaffhouse, à l'âge de 94 ans.

## Politique

### Parcours politique
Membre du Parti socialiste, Esther Bührer est députée au Grand Conseil du canton de Schaffhouse du 23 janvier 1973 à 1992. Elle est la première femme à le présider, en 1978.
Elle est élue au Conseil des États lors des élections fédérales de 1979, terminant à la deuxième place derrière le candidat de l'UDC Ernst Steiner (de), mais devant le candidat radical Erwin Waldvogel et le candidat de l'Alliance des indépendants Hans Ulrich Baumgartner (respectivement 13 684, 12 110, 11 920 et 7 328 voix). Elle bénéficie lors de sa campagne du soutien de certains députés radicaux au Grand Conseil ; selon un article des Schaffhauser Nachrichten (de), elle doit aussi son élection à la concurrence représentée par le candidat de l'Alliance des indépendants pour le candidat radical. Première femme et premier socialiste à représenter son canton à la chambre haute du Parlement suisse, elle y succède au radical Kurt Bächtold, qui ne se représentait pas.
Brillamment réélue à deux reprises (1983 et 1987), elle siège au Conseil des États du 26 novembre 1979 au 24 novembre 1991. Elle est notamment membre de la Commission d'enquête parlementaire instituée à la suite de la démission de la conseillère fédérale Elisabeth Kopp. Elle décide, pour raisons familiales, de ne pas se représenter pour un quatrième mandat en 1991, alors qu'elle était appelée à devenir la première femme à présider la chambre haute du parlement.

### Profil politique
Personnalité à fort caractère mais aux positions consensuelles, Esther Bührer jouit de sympathies jusque dans le camp bourgeois. 
Elle se profile principalement dans les domaines de l'école, de l'éducation et du féminisme et, sur le plan national, sur les questions de politique sociale et environnementale. Féministe de la première heure, elle est l'une des anciennes personnalités politiques qui ouvre le cortège de la Grève des femmes du 14 juin 2019 à Schaffhouse alors qu'elle se déplace en chaise roulante depuis une attaque en 1997.
Elle est cosignataire en 1985 d'une lettre ouverte au Conseil fédéral demandant une plus grande action de la Suisse en faveur de la paix au Nicaragua.